# 卡基亞班巴區
13°48′S 73°30′W / 13.800°S 73.500°W
卡基亞班巴區（西班牙語：Distrito de Kaquiabamba），是秘魯的一個區，位於該國南部阿普里馬克大區的安達韋拉斯省，面積97.8平方公里，海拔高度3,150米，2005年人口2,971，人口密度每平方公里30人。